# Frederik Wilsbech
Frederik Balthazar Wilsbech (født 19. december 1844 i Nejede, Alsønderup Sogn, død 1. februar 1907 i Næstved) var en dansk arkitekt, som især har sat sit præg på Næstved og Sydsjælland.

## Baggrund og uddannelse
Han var søn af landmåler Andreas Balthazar Wilsbech og Kirstine Christiane født Brasen. Wilsbech fungerede som tømrer ved genopførelsen af Frederiksborg Slot og var tegner hos August og Vilhelm Klein. Omkring 1878 var han på en længere udlandsrejse, som førte ham til Tyskland, Frankrig, Schweiz og Italien. Ved hjemkomsten nedsatte han sig med egen tegnestue i Næstved i 1879. 

## Virke
Allerede inden da havde han vist sit værd med den ny hovedbygning på herregården Nordfelt på Møn fra 1874. Med basis i Næstved fik Wilsbech i anden halvdel af 1800-tallet masser af opgaver med at tegne nye offentlige bygninger i købstæderne på det sydlige Sjælland og på Møn. Han betjente sig af tidens historicisme, hvor internationale stiltræk fra renæssance og barok blev imiteret, men selve strukturen for hans facadekompositioner var stadig klassicismens. Materialemæssigt fremstår hans bygninger ofte simpelt i røde maskinsten og med skifertag. Til tider fornemmer man et udblik til stilpræget hos samtidige figurer som J.D. Herholdt.

## Ægteskaber
1. Han blev gift første gang den 14. oktober 1880 på Frederiksberg med Nielsine Margrethe Sophie Beck (født 10. maj 1856 på Klintholm, død 2. januar 1886 i Næstved), datter af forpagter Andreas Hansen Beck og Charlotte Marie Henriette født Frederiksen.
2. Anden gang blev han gift (efter 1885, før 1890) med lærerinde Flora Christiane Lovise Geppel (født 4. maj 1851 i Næstved, død 15. juni 1931 smst.), datter af glarmester Chr. Georg Geppel og Johanne Lovise Claudine født Herner. Ægteskabet blev opløst.
3. Tredje gang ægtede han den 21. december 1893 Christiane Frederikke Görges (født 7. maj 1858 i Neumünster, død 10. januar 1933 i Holbæk), datter af klædefabrikant Carl Gottlieb Görges og Friederike Juliane Lucie født Bartram.

Han er begravet i Næstved, mens hans tredje kone er begravet på Gamle Kirkegård i Holbæk.

## Værker
- Hovedbygningen på herregården Nordfelt, Nordfeldvej 48-56, Møn (1874, fredet 1987)
- Borgerskolen, Algade 89, Vordingborg (1881, nu bibliotek)
- Arbejdsanstalt, Gallemarksvej, Næstved (1882, udvidet 1937 af Johannes Tidemand-Dal)
- Brandts Kaserne, Næstved (1887-89)
- Amtmandsgården, Teatergade 16, Næstved (1888)
- Diskontobanken, nu dommerkontor, Ramsherred, Næstved (1889)
- Vordingborg Tekniske Skole, Algade 3, Vordingborg (1890, nu kursuscenter)
- Friskolen, Nygade, Stege (1890)
- Stege Tekniske Skole, Nygade, Stege (1890)
- Præstø Tekniske Skole, Jomfrustræde 4, Præstø (1891)
- Folke-, Mellem- og Realskole, Klosternakken 4, Præstø (1895-96, forhøjet 1904)
- Tidligere lærerbolig, nu rådhus, Adelgade 154, Præstø (1896)
- Sidefløj til råd-, ting- og arresthuset, Vordingborg (1896)
- Store Heddinge Tekniske Skole, Jernbanegade, Store Heddinge (1896-97)
- Akseltorv 1, Næstved (1898)
- Ferdinands gård, Akseltorv 7, Næstved (1900)
- Justitsråd Witte og Hustrus Stiftelse, Farimagsvej, Næstved (1907)
- Avlsbygninger på Beldringe; Lekkende; Rønnebæksholm; Fedgård; Holmegård; Ravnstrup; Bækkeskov; Aalholm
- Desuden en del skoler og mejerier samt talrige etagebygninger og villaer fortrinsvis i og ved Næstved